# Recycling-Designpreis
Der RecyclingDesignpreis wird seit 2007 vom Herforder Arbeitskreis Recycling e.V. (RecyclingBörse!) im Rahmen eines bundesweiten bzw. inzwischen internationalen Wettbewerbs vergeben und ist mit 2.500 € dotiert. Am 6. Wettbewerb im Jahr 2013 beteiligten sich mehr als 600 Designer aus 16 Ländern, darunter rund zwei Drittel aus Deutschland. Die Ausstellung ausgewählter Arbeiten findet regelmäßig im Museum MARTa Herford statt. Es folgten im Jahr 2013 und 2015 Ausstellungen im Umweltbundesamt Dessau, im Museum der Dinge Berlin und den stilwerk Designcentern Hamburg, Berlin, Düsseldorf, Köln und Wien. Der 8. RecyclingDesignpreis (2017) wurde am 28. Januar 2018 im MARTa Herford verliehen und dort bis zum 22. April 2018 mit weiteren ausgewählten Arbeiten präsentiert.

## Wettbewerbskriterien
Prämiert werden Arbeiten, die Abfall und Produktionsrückstände zu Objekten für den alltäglichen, praktischen oder dekorativen Gebrauch machen. Das Motto des Preises lautet: „Entwerfen statt wegwerfen - Der verborgene Sinn weggeworfener Dinge“. Die eingereichten Entwürfe werden nach folgenden Kriterien beurteilt: Gestaltungsqualität
- Gebrauchswert
- Realisierbarkeit (mit physisch u. psychisch Behinderten, Jugendwerkstätten, Beschäftigungsinitiativen, im Handwerk)
- Umweltverträglichkeit
- Neuartigkeit
- Zukunftspotential.

## Wettbewerbsziel
Gefragt sind Entwürfe für Recycling-Produkte, die von Einrichtungen der Beschäftigungsförderung oder von Handwerksbetrieben hergestellt werden können. Einige der ersten in Kleinserien hergestellten Produkte werden Plattform ZweitSinn vorgestellt. ZweitSinn ist ein Netzwerk aus Handwerksbetrieben, Qualifizierungsgesellschaften, Werkstätten für Menschen mit Behinderung, Designern usw. dessen Ziel es ist sinnvolle Arbeit zu schaffen. Der Herforder Arbeitskreis Recycling e.V. als Ausrichter des Recycling-Design-Preises gehört diesem Netzwerk an.

## Veranstalter
Der Arbeitskreis Recycling e.V. wurde 1984 in Herford gegründet und hat seitdem Arbeits- und Qualifizierungsplätze durch das Recycling von Wertstoffen und durch die Wiederverwendung gebrauchter Gegenstände geschaffen. Der Verein führt Second-Hand-Kaufhäuser in Herford, Löhne, Bünde, Bielefeld und Spenge und engagiert sich kulturell wie z. B. mit dem RecyclingDesignpreis.

## Teilnahmebedingungen
Teilnahmeberechtigt sind (angehende) Designer und Kreative aus dem Handwerk. Seit 2008 gibt es auch eine eigene Wettbewerbsabteilung für Schüler und Auszubildende aus Ostwestfalen-Lippe.

## Jury

### Ehemalige Juroren
- Lieven Daenens, Direktor Design Museum Gent (bis 2013)
- Jan Hoet, († 27. Februar 2014) war belgischer Kunsthistoriker und Ausstellungskurator sowie Gründungsdirektor des Museums Marta Herford
- Udo Holtkamp, RecyclingBörse!, Arbeitskreis Recycling e. V., Herford
- Roland Nachtigäller, Direktor Marta Herford
- Oliver Schübbe, OS2 Designgroup, Herford
- Véronique Souben, Direktorin FRAC Haute-Normandie
- Constanze Unger, Leiterin Akademie Gestaltung, Münster
- Imke Volkers, Museum der Dinge, Berlin
- Hermann August Weizenegger, Fachhochschule Potsdam
- Verena Wriedt, Detmolder Schule für Architektur und Innenarchitektur
- Sabine Voggenreiter, Designmanagement, Köln
- Max Borka, Designtheoretiker und Kurator, Berlin
- Carina Bischof, Upcycling Fashion Store, Berlin
- Dana Giesecke, FUTURZWEI. Stiftung Berlin
- Jaana Liisa Prüss, Kulturaktivistin, Kuratorin, Berlin

### Juroren für 2022
- Prof. Volker Albus, Staatliche Hochschule für Gestaltung Karlsruhe
- Carina Bischof, Geschäftsführerin Future Fashion Forward e. V. (Fashion Revolution Germany)
- Dana Giesecke, Wissenschaftliche Leitung FUTURZWEI. Stiftung Zukunftsfähigkeit, Berlin
- Udo Holtkamp, RecyclingBörse! Herford
- Roland Nachtigäller, Direktor Marta Herford
- Oliver Schübbe, OS2 Designgroup, Herford
- Imke Volkers, Kuratorin Museum der Dinge, Berlin
- Prof. Carsten Wiewiorra, Technische Hochschule Ostwestfalen-Lippe, Detmold
- Veronika Witte, Künstlerische Leiterin Galerie Nord | Kunstverein Tiergarten, Berlin

## Preisträger (Design)
2007
1. Lea Brumsack (Gegenwind)
2. Petra Jäger (Teneo)
3. Katharina Krämer & Katja Wischnewski (Die Geduldigen)
4. Arkadius Quittek (Schwarm)

2008
1. Fabian Achterberg (MIKADO)
2. Christian Thomas (Re-Cycling)
3. Juliane Kottulla & Manuel Telschow (prak.tisch), Hannes Gutschow (Sitzbank), Ludwig Schilling (Lamoon)

2009
1. Grzegorz Cholewiak (Patery)
2. Attila Saygel & Lorenz Schreiber (ad to light), Daniela Loraing (Disk-o-Kugel), Max Neustadt (The Røhrichs)

2010
1. Jeanette Jakob (Murx)
2. Christopher Hoecker (Der Pulli aus der Tasche)
3. Cordula Kehrer (Bow Bins)

2012
1. Lea Gerber & Samuel Coendet (Outsiders)
2. Felix Kaiser & Dirk Wember (DIN 1317)
3. Waltraud Münzhuber (Verwebe deinen Lieblingsfilm), Silke Koch (After Gravity’s Rainbow)

2013
1. Henry Baumann (130 – Sitzbank, Lampe, Tisch)
2. Daria Wartalska (recycling set – Tableware)
3. Markus Heinsdorff, Christoph Rapp & Andreas Zeiselmair (Rotor – Mobiles Wasser-Kleinkraftwerk)

2015
1. Emmy Galle und Bruno Winter aus München/BRD (Den Löffel abgeben – Alltagsbesteck aus ausgedientem Ess-Besteck mit Emaille-Überzug)
2. Césare Peeren aus Rotterdam/Niederlande (blade made furniture – Objekte aus ausgedienten Rotorblättern von Windkraftanlagen)
3. Camilla Carrara aus Mailand/Berlin (zerobarracento – Textilien und Kleidung aus Reststoffen der (Baum-)Wolleproduktion)

2017
1. Sep Verboom aus De Pinte/Belgien (ROPE rug aus recycelten Seilen aus der Schifffahrt von den Philippinen)
2. Lea Schücking aus Kassel/BRD (Shards – Zierkacheln aus Ziegeln und Altglas)
3. Anna Sophia Flemmer aus Hannover/BRD (SAME:SAME blindengerechte Kleiderkollektion aus ausrangierten Reststoffen)

2019
1. Kathrin Breitenbach, Dortmund (1. Preis - PERSEA - Leuchte aus biologisch basiertem Kunststoff)
2. Amir Afshar, Andrew Edwards, Edward Jones, Insiya Jafferjee, London (GB) (2. Preis - The Shellworks - Alternative zu Kunststoff)
3. Ana Stamenkova, Berlin (3. Preis - re...use me - Klassische Herrenschneiderei trifft moderne Streetwear)